# Achille Duchêne
Achille Duchêne (Parigi, 1º novembre 1866 – Parigi, 12 novembre 1947) è stato un architetto e architetto del paesaggio francese.
Fu uno dei paesaggisti più celebri in Francia tra la fine del XIX secolo e il periodo della Belle Époque.

## Biografia

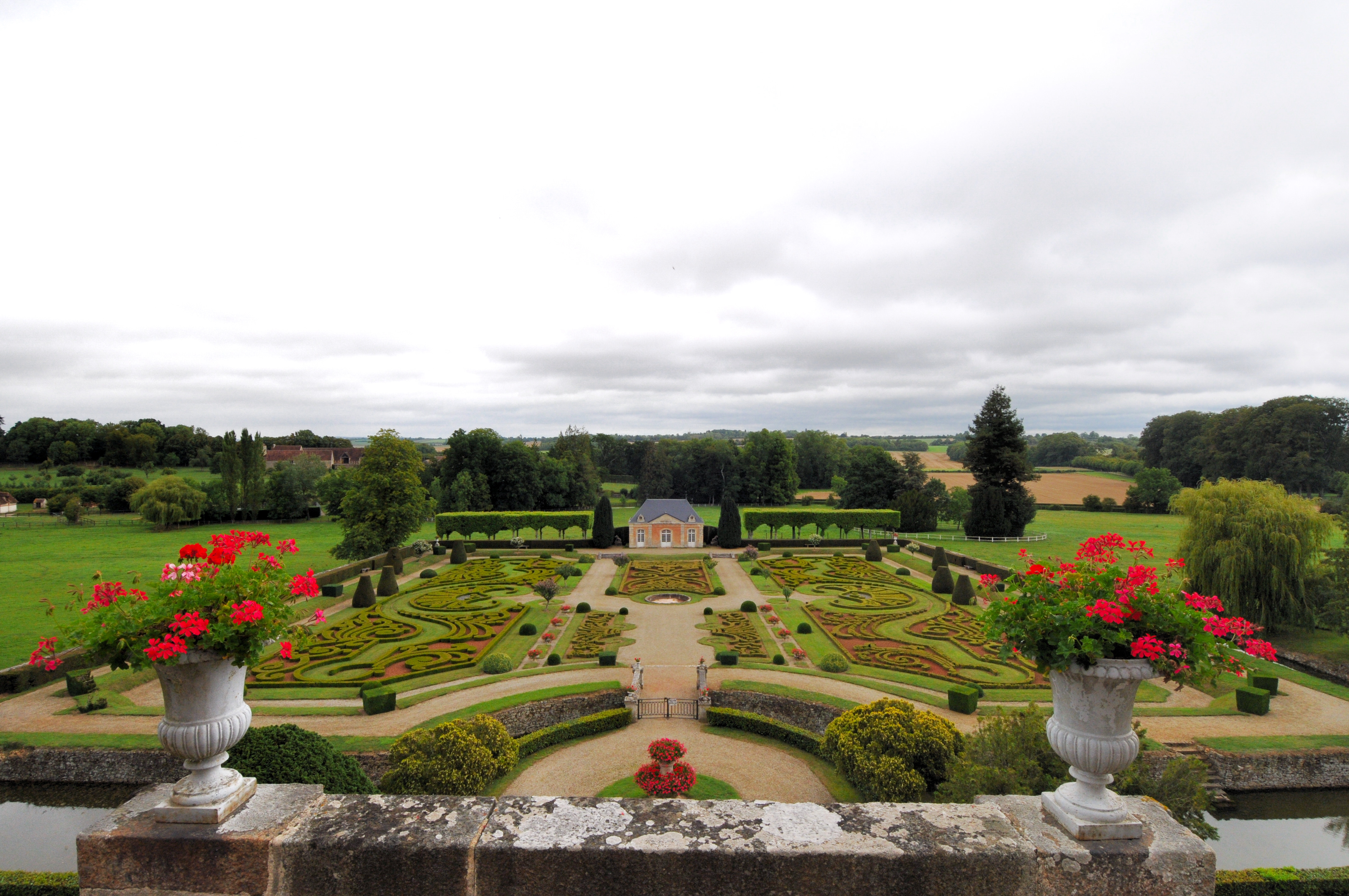
I giardini del castello di Sassy, realizzati intorno al 1920.

Figlio del paesaggista Henry Duchêne e ammiratore di André Le Nôtre, riportò alla ribalta lo stile del giardino alla francese e lo esportò in Europa e in America. Fu soprannominato il "principe dei giardini" da Ernest de Ganay, per il quale lavorò al castello di Courances, e seguì la realizzazione dei giardini del castello di Voisins a Saint-Hilarion per conto di Edmond de Fels, opera che viene considerata il suo capolavoro.
Dopo la prima guerra mondiale i suoi lavori per la progettazione di grandi giardini aristocratici divennero sempre più rari, tanto che in un libro del 1935, Les Jardins de l'avenir, scrisse che i giardini del futuro sarebbero dovuti essere più piccoli e facili da mantenere.